# Produção gráfica
Produção gráfica é a área que avalia a competência, custos e cumprimento dos prazos de fornecedores terceiros, para contratar serviços e materiais necessários à preparação de artes-finais sob forma manual ou eletrônica. É um conjunto de operações envolvidas na materialização de qualquer projeto gráfico. Pode ser um simples cartão de visita até livros, brochuras, folhetos, embalagens, rótulos, cartazes, entre tantos outros que combinam vários tipos de materiais e de técnicas. Seu objetivo é a perfeita execução nos processos de pré-impressão, impressão e pós-impressão sendo que, para tal, deve dispor de conhecimentos técnicos de diversos tipos e sistemas de impressão (digital, offset, flexográfico, rotogravura, tampografia, serigrafia etc).
O designer gráfico deve ter conhecimento em produção gráfica para poder criar peças que sejam possíveis de produzir. O produtor gráfico é o profissional que instrui o designer nesta complexa tarefa, facilitando a operação de se materializar uma peça gráfica. Cabe ao produtor analisar o projeto gráfico do designer e perceber a melhor forma de produzi-lo. O domínio nas técnicas gráficas concilia a excelência dos resultados técnicos com uma boa relação custo x benefício.
Após uma analise crítica do projeto em causa é necessário contabilizar os custos e perceber o tempo necessário para a sua produção. Após a aprovação dos orçamentos e dos prazos, tem início a produção com várias fases que devem ser controladas de perto pelo produtor gráfico e designer gráfico para que se possa passar à fase seguinte sem surpresas.

## Questões a serem analisadas
- Qual o material aconselhado (ex: tipo de papel, tintas, vernizes)?
- Qual o processo ou processos de impressão a utilizar (ex: rotogravura, offset)? Ver processos de impressão.
- Qual acabamento será escolhido (ex: corte especial, encadernação)? O tipo de acabamento gráfico mais comum é o refile ou corte.[4]
- Que gráfica no mercado é a mais indicada para fazer o trabalho específico analisado?

## Materiais
Materiais usados na produção gráfica:
Papel: fibras virgens de celulose originadas de florestas certificadas e responsavelmente manejadas, por exemplo, com Selo FSC (Forest Stewardship Council - Conselho de Manejo Florestal) ou certificação equivalente; não brilhoso, sem verniz UV, características necessárias do papel para garantir sua maior biodegradabilidade no ambiente após descarte e comprovar que o papel é oriundo de madeira decorrente de reflorestamento e produzido a partir de fontes responsáveis. Consultar na gráfica os tipos de papéis disponíveis para a impressão.

## Artigos relacionados
- Gráfica
- Design gráfico
- Design editorial
- Design visual